# Richard Anthony Jefferson
Richard Anthony Jefferson (né en 1956) est un biologiste moléculaire Américain, qui est l'inventeur du système de gène rapporteur GUS, très utilisé en biologie moléculaire. En 2003, il a été nommé par Scientific American parmi les 50 technologistes les plus influents du monde.

## Études et carrière
Né à Santa Cruz, Californie, Jefferson a étudié à l'Université de Californie, à Santa Barbara au College of Creative Studies, et a obtenu son BA (Master Sc.) en génétique moléculaire en 1978. Au cours de sa thèse de Ph.D. à l'Université du Colorado, à Boulder, il a inventé le GUS reporter system ou système de gène rapporteur GUS.
Travaillant comme post-doc au Plant Breeding Institute à Cambridge, Angleterre, il a adapté le test GUS pour une utilisation chez les plantes. Son système de test aura été une véritable révolution en science moléculaire végétale. Particulièrement utile pour le développement de méthodes efficaces de transformation génétique, le test GUS lui a permis de réaliser aussi, durant son postdoc à Cambridge, le premier passage au champ d'une plante transgénique cultivée, le 1er juin 1987.
En 1989, Jefferson a rejoint la FAO (Food and Agriculture Organization of the United Nations) comme scientifique, et d'ailleurs premier biologiste moléculaire à un tel poste. À partir de ce moment, il a voyagé et enseigné dans de nombreux pays en voie de développement. Il a quitté l'organisation en 1991, au moment de fonder une institution privée de recherche, CAMBIA. Son institution (à fins non-lucratives) a déménagé ensuite pour l'Australie, en raison de son implication dans les programmes de biotechnologie du riz pour l'Asie de la Fondation Rockefeller.
En 2009, avec le nouvel appui de la Fondation Bill & Melinda Gates, Jefferson a déménagé avec CAMBIA à l'Université de technologie du Queensland de Brisbane en Australie, en tant que Professeur de Science, Technologie & Législation, et y est Directeur de l'Initiative pour l'Innovation Ouverte (Initiative for Open Innovation).
Richard Jefferson est aussi connu pour son expertise regardant la propriété intellectuelle. L'initiative d'Innovation Biologique for une Société Ouverte (Biological Innovation for Open Society, BiOS), qu'il a fondée en 2005, agit pour la promotion d'une biologie open source d'une philosophie similaire à celle de l'informatique.